# Adam Adamovich Veyde
Adam Adamovich Veyde (1667 -26 de gener de 1720) fou un general d'infanteria rus i un estret col·laborador del tsar Pere el Gran.

## Carrera militar
Adam Veyde començà la seva carrera militar en l'anomenat poteshnye voiska. Participà en les dues Campanyes d'Azov (1695-1696), en qualitat de major del Regiment Preobrazhensky que tenia al seu càrrec els treballs d'enginyeria durant el setge de la fortalesa d'Azov. Gaudí, per part del Tsar, d'una gran confiança i sovint fou destinat a llocs claus i sempre acompanyà Pere el Gran en tots els seus viatges. Per exemple, Veyde fou enviat a Hongria i Saxònia el 1696 per notificar als seus governats la caiguda d'Azov.

## Reglamentació del nou exèrcit rus
El 1698, fou enviat a França i Anglaterra per estudiar tècniques i tàctiques militars. En tornar, Adam Veyde presentà un reglament militar escrit per ell mateix (Воинский устав, també conegut com a Carta Veyde), en la qual es fixaren les normatives administratives i militars que havien de regular el funcionament dels nous regiments d'infanteria. També establien les obligacions de tots els membres de l'exèrcit, des dels soldats rasos fins al Comandant en Cap. Adam Veyde escrigué el seu reglament influenciat per les disposicions legals de Lluís XIV de França i l'organització de l'exèrcit d'Eugeni de Savoia, que gaudien d'una gran reputació a l'època. La Carta Veyde conformà les bases de la Carta de Pere el Gran de 1716. Després del llicenciament dels regiments de Streltsí, el General Avtonom Golovin i Adam Veyde reberen l'ordre de formar 18 regiments d'infanteria i dos de dragons a Moscou a la tardor de 1699. Veyde també rebé l'encàrrec de formar els stolniks, stryapchiys (majordoms), i els zhiltsys (la categoria més baixa de les persones de la classe de servei).

## Gran Guerra del Nord
Durant la Gran Guerra del Nord, Adam Veyde was comandà un dels 10 regiments de l'exèrcit del Mariscal de Camp Carles Eugeni de Croÿ. Després de ser destinada a Narva, la inexperta divisió de Veyde sucumbí davant dels atacs de l'Exèrcit suec, encara que aconseguí mantenir durant més temps les seves línies que la resta d'unitats russes. El mateix Adam Veyde fou capturat i enviat a Estocolm, on romangué fins al 1710, quan fou intercanviat pel General Niels Jonsson Stromberg. Mentre estigué en captivitat, Veyde observed estudià l'organització i el funcionament de l'exèrcit i la societat sueca. Durant la Campanya del Pruth, Adam Veyde comandà columna amb 8 regiments. El 1714, se li assignaren 7 regiments d'infanteria i 3 de cavalleria i foren enviats a Finlàndia. Allà, Veyde participà en la batalla de Gangut i comandà la galera en la que navegà Pere el Gran. Arran d'aquesta victòria, Adam Veyde rebé l'Orde de Sant Andreu i obtingué el comandament d'un regiment de granaders.

## Darrers anys
A més, ajudà Pere el Gran a escriure la Carta Militar de 1716 i dos anys més tard va ser nomenat president de l'Escola Militar, del qual en regular el funcionament.
Adam Veyde morí el 1720. Encara que era luterà, Pere el Gran ordenà que fos enterrat al Monestir d'Alexandre Nevski i acudí al seu enterrament.